# Karasjok
Kárášjohka (tiếng Bắc Sami) hoặc Karasjok là một đô thị ở hạt Finnmark, Na Uy. Trung tâm hành chính của đô thị này là làng Karasjok. Karasjok là một hình thức Na Uy hóa của từ Kárášjohka trong tên Sami. Ý nghĩa của các yếu tố đầu tiên không rõ và các yếu tố cuối cùng là johka có nghĩa là "sông".
Đô thị là một phần của khu đô thị cũ Kistrand cho đến năm 1866. Tên của đô thị này là Karasjok cho đến năm 1990, khi nó được thay đổi thành Kárášjohka-Karasjok. Đây là thành phố thứ ba tại Na Uy để có được một tên Sami. Trong năm 2005, tên đã được đổi lại, như vậy mà một trong hai Kárášjohka hoặc Karasjok có thể được sử dụng.